# ساحة الجسر الأبيض
ساحة الجسر الأبيض: ساحة من ساحات دمشق، تقع في منطقة الصالحية، بين طلعة العفيق والطلياني، وقد كانت محلة الجسر الأبيض في العهد المملوكي من أنزه البقع في دمشق، وصفها البدري في القرن التاسع للهجرة، وسميت بالجسر الأبيض لوجود جسر كان مبنيا فيها بحجارة بيضاء فوق نهر ثورا.